# 陸前山王駅
陸前山王駅（りくぜんさんのうえき）は、宮城県多賀城市山王字千刈田にある、東日本旅客鉄道（JR東日本）・仙台臨海鉄道の駅である。
JR東日本の東北本線と、当駅を起点とする仙台臨海鉄道の臨海本線（貨物線）が乗り入れる。また、松島駅から分岐する支線を経由して仙石線へ直通する仙石東北ラインの列車も、東北本線内各駅停車となる快速（緑快速）に限り停車する。

## 歴史
- 1933年（昭和8年）8月15日：塩竈線の多賀城前駅（たがじょうまええき）として開業[1][3]。
- 1942年（昭和18年）：現駅舎が完成[4]。
- 1944年（昭和19年）
  - 5月1日：陸前山王駅に改称[1][3]。
  - 11月15日：当駅 - 品井沼駅間に東北本線の新線（海岸線、海線）開業、塩竈線の岩切駅 - 当駅間を東北本線に編入[3][5]。
- 1948年（昭和23年）4月15日：小手荷物の取り扱いを開始[6]。
- 1956年（昭和31年）7月9日：海岸線に塩釜駅が設置され[5]、塩竈線は塩釜線と改称し旅客営業を廃止。
- 1968年（昭和43年）9月1日：現在地に駅を移設[5][7]。
- 1971年（昭和46年）10月1日：仙台臨海鉄道線が開業。
- 1984年（昭和59年）12月1日：出改札を中止し、運転要員のみ配置（出改札無人化[8]）。
- 1986年（昭和61年）10月15日：乗車駅証明書発行機を設置[新聞 1]。
- 1987年（昭和62年）4月1日：国鉄分割民営化により、国鉄の駅はJR東日本の駅となる[9]。
- 1997年（平成9年）4月1日：塩釜線が廃止[3]。
- 1998年（平成10年）3月14日：旅客扱い要員を再配置し、改札・精算窓口を再開。
- 2003年（平成15年）
  - 2月20日：自動改札機を設置。
  - 10月26日：ICカード「Suica」の利用が可能となる[報道 1]。
- 2005年（平成17年）4月1日：再度、旅客扱要員の配置を廃止し、改札窓口を閉鎖。国府多賀城駅の駅員が売上集計や巡回のみ行う（現在は終了）。
- 2008年（平成20年）4月1日：運転扱い業務を仙台臨海鉄道へ完全委託[注 1]。
- 2015年（平成27年）5月30日：同日開業の仙石東北ラインのうち、東北本線内各駅停車タイプの快速（緑快速）の停車駅となる[報道 2]。
- 2023年（令和5年）12月19日：簡易Suica改札機に変更。自動改札機を撤去。
- 2024年（令和6年）10月1日：えきねっとQチケのサービスを開始[2][報道 3]。

## 駅構造
単式ホーム1面1線と島式ホーム1面2線、計2面3線のホームを持つ地上駅である。ホームは跨線橋で繋がっている。木造駅舎を有する。
当駅から仙台臨海鉄道（貨物線）が分岐するため構内は広く、多くの留置線が敷設されている。また、かつてはこの駅から塩釜線（貨物線）も分岐していた。
運転扱い要員（仙台臨海鉄道社員）が配置されているが、旅客扱い要員は配置されておらず、改札業務も行わないため無人駅である（仙台駅管理）。
自動券売機、簡易Suica改札機、自動販売機（Suica対応）、ベンチが設置されている。駅窓口はあるがカーテンが閉じられており、現在は仙台臨海鉄道とJR貨物の詰所となっている。かつてはJR東日本の無人駅としては珍しく、自動改札機が設置されていた。

### のりば
| 番線 | 路線            | 方向       | 行先               |
| ---- | --------------- | ---------- | ------------------ |
| 1    | ■東北本線       | 下り       | 一ノ関・小牛田方面 |
| 1    | ■仙石東北ライン | 下り       | 高城町・石巻方面   |
| 2    | （臨時用）      | （臨時用） | （臨時用）         |
| 3    | ■東北本線       | 上り       | 仙台・白石方面     |
| 3    | ■仙石東北ライン | 上り       | 仙台方面           |

※2番線（中線）は2014年時点で定期旅客列車は使用しないが、回送列車や貨物列車が使用する。非常時の折り返しに対応しており、2022年（令和4年）7月の豪雨では仙台駅 - 当駅間で折り返し運転していた。

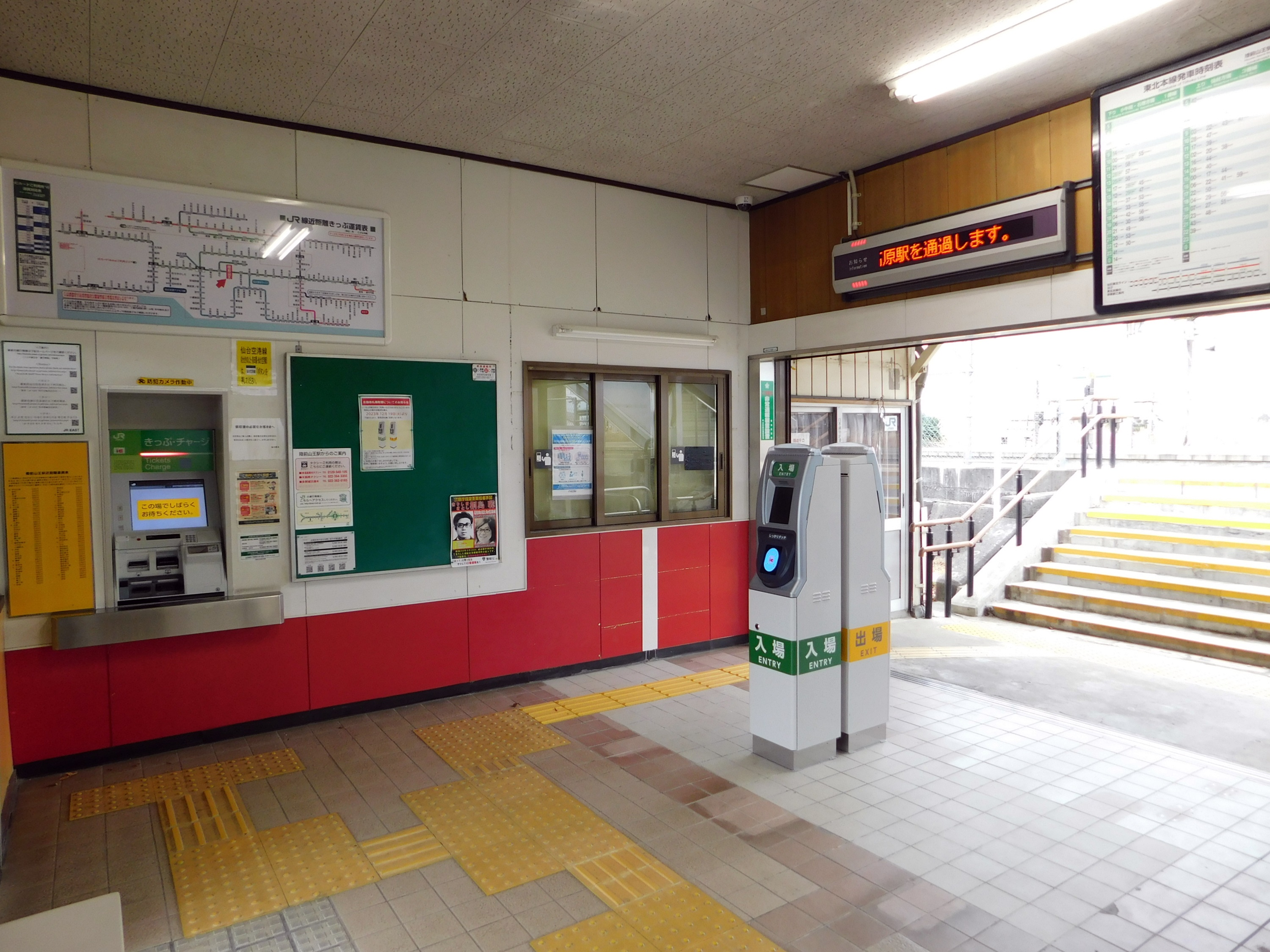
改札口（2024年1月）
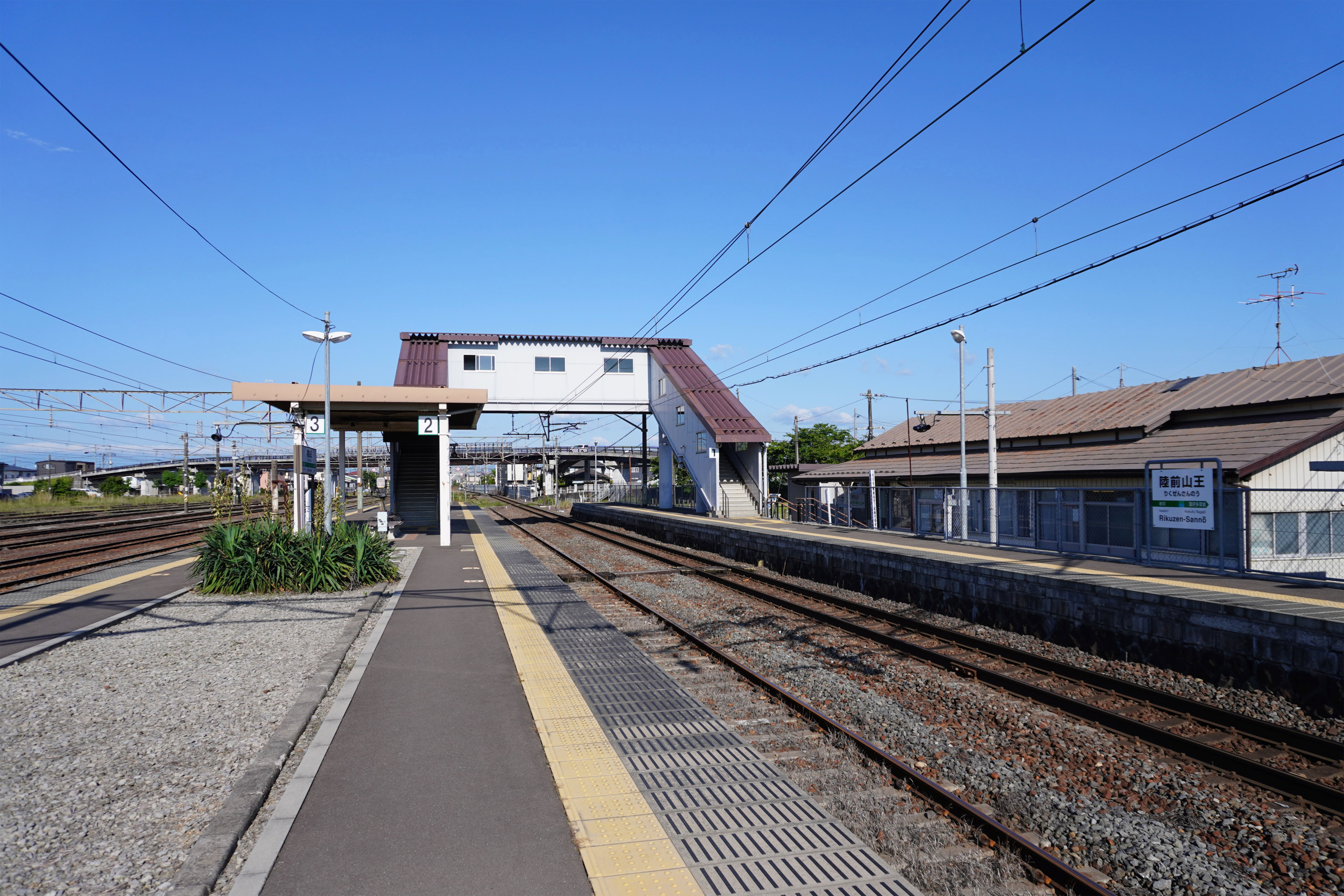
ホーム（2023年6月）

## 利用状況
JR東日本および「多賀城市統計書」によると、2000年度（平成12年度）- 2004年度（平成16年度）の1日平均乗車人員の推移は以下のとおりであった。
| 1日平均乗車人員推移 | 1日平均乗車人員推移 | 1日平均乗車人員推移 | 1日平均乗車人員推移 | 1日平均乗車人員推移 |
| 年度                | 定期外              | 定期                | 合計                | 出典                |
| ------------------- | ------------------- | ------------------- | ------------------- | ------------------- |
| 2000年（平成12年）  | 206                 | 429                 | 635                 | [ 11 ] [ 12 ]       |
| 2001年（平成13年）  | 173                 | 382                 | 555                 | [ 13 ] [ 12 ]       |
| 2002年（平成14年）  | 147                 | 298                 | 445                 | [ 14 ] [ 12 ]       |
| 2003年（平成15年）  | 160                 | 280                 | 441                 | [ 15 ] [ 12 ]       |
| 2004年（平成16年）  | 156                 | 277                 | 433                 | [ 12 ]              |

## 駅周辺
- 多賀城市立第二中学校
- 多賀城市山王地区公民館
  - 多賀城市立図書館山王分室（公民館内）
- 仙台農業協同組合南宮支店
- 南宮簡易郵便局
- 宮城県道35号泉塩釜線
- 多賀城西部線「山王地区公民館前」停留所

## 時刻表の表紙として
『JTB時刻表』の2015年（平成27年）6月号の表紙写真は当駅で撮影されたものである。なお、この表紙には仙石東北ラインで運用されるJR東日本HB-E210系気動車（撮影時は試運転）の前で、鉄道ファンとして知られるタレント松井玲奈がポーズをとっている写真が採用された。ちなみに、JTB時刻表編集部（JTBパブリッシング）によれば、女性アイドルが時刻表の表紙になるのは初めてとのこと。

## 隣の駅
東日本旅客鉄道（JR東日本）
■東北本線・■■仙石東北ライン
■特別快速・■快速（赤快速）
通過
■快速（緑快速）・■普通
岩切駅 - 陸前山王駅 - 国府多賀城駅
仙台臨海鉄道
臨海本線
陸前山王駅 - 仙台港駅

### かつて存在した路線
日本貨物鉄道（JR貨物）
塩釜線
陸前山王駅 - 塩釜埠頭駅